# Belmonte de San José
Belmonte de San José (em catalão: Bellmunt de Mesquí; em aragonês: Belmón de San Chusé) é um município da Espanha na província de Teruel, comunidade autónoma de Aragão. Tem 34,13 km² de área e em 2021 tinha 123 habitantes (densidade: 3,6 hab./km²).

## Demografia
| Variação demográfica do município entre 1991 e 2004 | Variação demográfica do município entre 1991 e 2004 | Variação demográfica do município entre 1991 e 2004 | Variação demográfica do município entre 1991 e 2004 |
| --------------------------------------------------- | --------------------------------------------------- | --------------------------------------------------- | --------------------------------------------------- |
| 1991                                                | 1996                                                | 2001                                                | 2004                                                |
| 172                                                 | 151                                                 | 138                                                 | 147                                                 |